# Borsonella pinosensis
Borsonella pinosensis é uma espécie de gastrópode do gênero Borsonella, pertencente a família Borsoniidae.